# Malachi Richardson
Malachi Richardson (ur. 5 stycznia 1996 w Trenton) – amerykański koszykarz, występujący na pozycji rzucającego obrońcy.
W 2015 wystąpił w meczu gwiazd amerykańskich szkół średnich - McDonald’s All-American.
8 lutego 2018 trafił w wyniku transferu do Toronto Raptors w zamian za Bruno Caboclo.
6 lutego 2019 w wyniku wymiany trafił do Philadelphia 76ers. Dzień później został zwolniony. 17 sierpnia został zawodnikiem izraelskiego Hapoelu Unet Holon. 14 grudnia opuścił klub.
16 listopada 2021 dołączył do Kinga Szczecin. 16 grudnia 2022 zawarł umowę z Tauron GTK Gliwice.

## Osiągnięcia
Stan na 1 grudnia 2023, na podstawie, o ile nie zaznaczono inaczej.
NCAA
- Uczestnik NCAA Final Four(2016)
- Zaliczony do I składu pierwszoroczniaków konferencji Atlantic Coast (ACC - 2016)

Drużynowe
- Wicemistrz G-League (2018)[11]

Indywidualne
- MVP kolejki EBL (26 – 2021/2022)[12]
- Zaliczony do I składu kolejki EBL (17, 26 – 2021/2022, 22 – 2022/2023)[13][14][15]